# L'Histoire du corbac aux baskets
L'Histoire du corbac aux baskets est un album de bande dessinée de Fred paru en 1993.

## Synopsis
Un corbeau à taille humaine sonne chez le docteur Verle Corbo, un psychiatre. Le corbeau lui raconte qu'il y a quelques mois de cela, il était encore un homme, mais que des plumes lui poussaient sur le visage. Et un matin, il découvre qu'il s'est transformé en corbeau. En retard à son travail, il est réprimandé parce qu'il est venu en baskets.
Armand Corbackobasket raconte alors ses mésaventures : il est rejeté de toutes parts à cause de son apparence d'oiseau anthropomorphique. Il est cependant engagé comme maître d'hôtel par une baronne, grâce à son « habit » noir.

## Personnages
- Armand Corbackobasket : employé de bureau qui se réveille un matin changé en corbeau, il porte des baskets.
- Docteur Verle Corbo : un psychiatre. Il porte un entonnoir sur la tête et un stylo géant, mais écrit au crayon.
- Un général : vétéran de la campagne de Tchernobyl, il garde le square.
- Baronne Hildegarde Dubois du Cerceau : fille d'Amandine, l'inventrice du cerceau.
- Léon : son fils. Toujours habillé comme un petit garçon, il porte des lunettes et un costume de marin.
- Léontine : une amie de la baronne. Elle vient déguisée en escargot à l'anniversaire de Léon.
- le Marquis : Vieillard barbu en costume colonial et armé de son fusil, c'est un amateur de safaris.

## Historique
Fred réalise cet album alors qu'il s'était éloigné de la bande dessinée (son dernier album original paru date de 1987) et qu'il avait traversé une grave dépression.
L'histoire « aborde des thèmes très lourds : xénophobie, culte de l’apparence, traditionalisme à outrance, folie… », elle est vue comme « une métaphore sur la discrimination et sur l’exclusion qui joue délibérément la carte de l’absurde », elle est considérée comme « sans doute le plus sombre et le plus « réaliste » de ses contes ».

## Sources d'inspiration
Le début de l'histoire, avec la transformation du personnage en corbeau, rappelle le début de La Métamorphose de Franz Kafka. La fin, en revanche, rappelle Rhinocéros d'Eugène Ionesco, où les gens se transforment tous en animaux.

## Publication
L'histoire sort directement en album en 1993, en version couleurs et en version noir et blanc. Il est réédité en 2009.

## Récompenses
L'album a reçu le prix Alph'Art du meilleur album au festival d'Angoulême 1994 et le prix du Meilleur Ouvrage BD (auteurs confirmés) au Festival international du film fantastique de Gérardmer la même année.